# Fcε-Rezeptor II
Fcε-Rezeptor II (FcεRII) ist ein Oberflächenprotein aus der Gruppe der Fc-Rezeptoren.

## Eigenschaften
Fcε-Rezeptor II ist ein Lektin vom C-Typ und bindet Immunglobulin E (IgE) und Komplementrezeptor 2 (CD21). Weiterhin bindet er an MHCII und Integrine. Er wird von B-Zellen, Makrophagen, Eosinophilen, follikulären dendritischen Zellen und Thrombozyten gebildet und ist beteiligt an der Regulation der Bildung von IgE. Der Fcε-Rezeptor II bindet Calciumionen und ist glykosyliert und palmitoyliert. Der extrazelluläre Bereich wird nach Freisetzung durch Ectodomain-Shedding sCD23 genannt.